# Алиловці
45°23′ пн. ш. 17°42′ сх. д. / 45.39° пн. ш. 17.70° сх. д.
Алиловці (хорв. Alilovci) — населений пункт у Хорватії, у Пожезько-Славонській жупанії у складі громади Каптол.

## Населення
Населення за даними перепису 2011 року становило 410 осіб.
Динаміка чисельності населення поселення:

## Клімат
Середня річна температура становить 11,12 °C, середня максимальна – 25,68 °C, а середня мінімальна – -6,04 °C. Середня річна кількість опадів – 819 мм.
| Клімат поселення                              | Клімат поселення | Клімат поселення | Клімат поселення | Клімат поселення | Клімат поселення | Клімат поселення | Клімат поселення | Клімат поселення | Клімат поселення | Клімат поселення | Клімат поселення | Клімат поселення | Клімат поселення |
| Показник                                      | Січ.             | Лют.             | Бер.             | Квіт.            | Трав.            | Черв.            | Лип.             | Серп.            | Вер.             | Жовт.            | Лист.            | Груд.            |                  |
| Середній максимум, °C                         | 6,18             | 8,30             | 12,86            | 17,28            | 22,68            | 25,68            | 25,41            | 24,54            | 20,42            | 15,26            | 9,57             | 5,50             |                  |
| Середня температура, °C                       | 0,08             | 2,19             | 6,75             | 11,19            | 16,58            | 19,57            | 21,48            | 20,60            | 16,49            | 11,32            | 5,62             | 1,56             |                  |
| Середній мінімум, °C                          | −6,04            | −3,9             | 0,63             | 5,07             | 10,46            | 13,46            | 17,53            | 16,66            | 12,55            | 7,38             | 1,70             | −2,38            |                  |
| Норма опадів, мм                              | 51               | 48               | 52               | 65               | 77               | 99               | 75               | 74               | 62               | 72               | 80               | 64               |                  |
| Середньомісячна швидкість вітру, м/с          | 1.93             | 2.20             | 2.50             | 2.40             | 2.19             | 2.00             | 1.93             | 1.80             | 1.80             | 1.82             | 1.92             | 2.00             |                  |
| Середньомісячна сонячна радіація, кДж/м²·день | 4311             | 7025             | 10841            | 15252            | 19269            | 21284            | 22116            | 20032            | 14894            | 9223             | 4862             | 3590             |                  |
| --------------------------------------------- | ---------------- | ---------------- | ---------------- | ---------------- | ---------------- | ---------------- | ---------------- | ---------------- | ---------------- | ---------------- | ---------------- | ---------------- | ---------------- |
| Джерело:                                      |                  |                  |                  |                  |                  |                  |                  |                  |                  |                  |                  |                  |                  |